# Henschel DHG 500 C

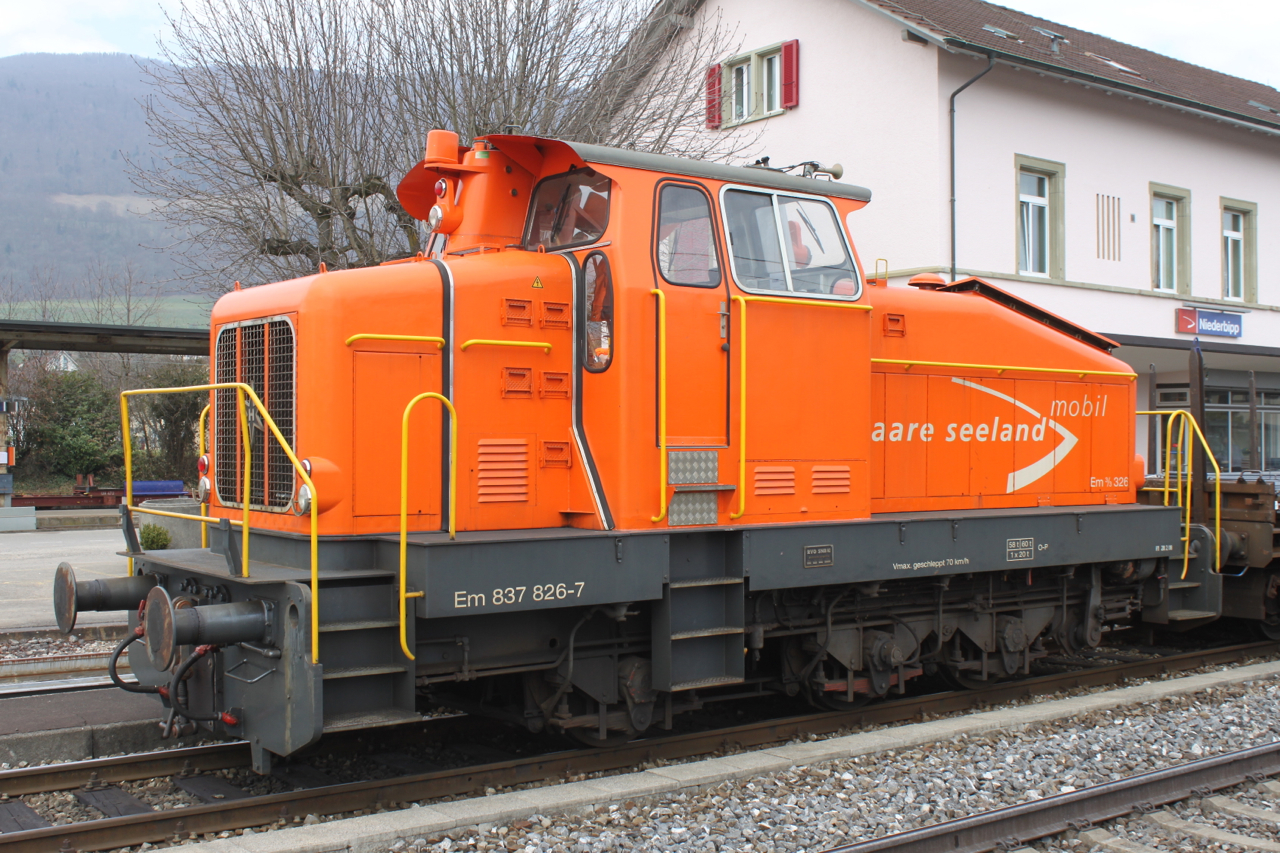
Em 837 826 von Aare Seeland mobil in Niederbipp (Schweiz), 2010

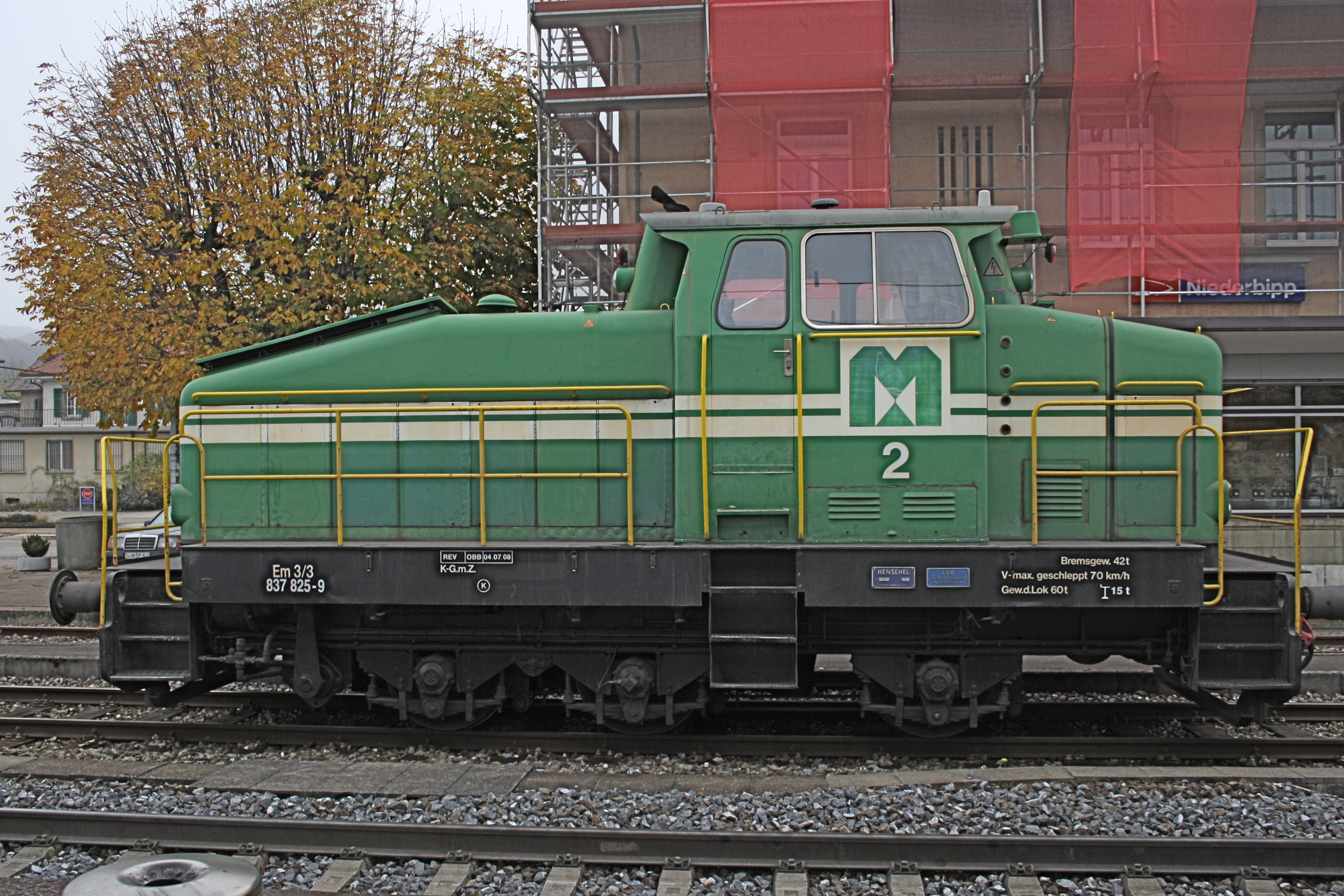
Em 837 825 (Fabriknummer 30858, Baujahr 1964) in Niederbipp, 2009

Die Henschel DHG 500 C ist eine dieselhydraulische Lokomotive, die von den  Henschel-Werken gebaut wurde. Sie war vor allem für den Einsatz im schweren Werksdienst vorgesehen.

## Technische Details
Die Achsfolge der Henschel DHG 500 C ist C. Die Lok gehört zur ab 1962/63 angebotenen sogenannten vierten Generation der Henschel-Loks, der ersten Generation mit Gelenkwellenantrieb. Die Aufbauten wurden dabei ohne große Änderungen von der vorigen Generation übernommen. Für den Einsatz in explosionsgefährdeten Bereichen war die Lok in einer ex-geschützten Variante erhältlich. Mit gleichen Außenmaßen und geänderter Motorversion wurde sie als DHG 440 C (zwei Lokomotiven) und DHG 700 C (20 Lokomotiven) gebaut.
Die Lokomotiven konnten mit einem reversierenden Getriebe bestellt werden, das dann auch während der Fahrt umschaltbar war. Das Stufengetriebe kann zwei Geschwindigkeitsstufen verarbeiten, es können 30 km/h und 60 km/h eingestellt werden. Zur besseren Bogenläufigkeit war die mittlere Achse seitenverschiebbar gelagert. Zur Leistungssteigerung verfügte der Motor über eine Aufladung.
Die Henschel DHG 500 C wurde zwischen 1963 und 1976 in 62 Exemplaren, davon sechs mit Explosionsschutz, gebaut. Die Loks gingen vornehmlich an Bergbaugesellschaften und Stahlproduzenten sowie Chemieunternehmen. So erwarb die Rheinelbe Bergbau AG in Gelsenkirchen elf Loks und die Hibernia AG, Zechenbahn- und Hafenbetriebe Ruhr-Mitte in Gladbeck neun Loks vom Typ DHG 500 C. Die meisten Lokomotiven wiesen bei Auslieferung den Henschel-Standardanstrich in Blau mit zwei horizontalen Zierstreifen an den Vorbauten auf. Die durch Zusammenschluss entstandene Ruhrkohle AG hatte zeitweise 31 Lokomotiven dieses Typs im Bestand. Die VW-Werke hatten drei Lokomotiven gekauft, die 2012 noch im Einsatz waren. Opel hat vier Lokomotiven, die zunächst in Bochum, seit 2015 in Rüsselsheim stationiert sind. Diese Loks hatten keine Blattfedern und wurden mit Megifedern und Stoßdämpfern ausgeliefert.

## Verbleib
- Beim heutigen Zechenbahnbetreiber RBH Logistics GmbH in Gladbeck war bis September 2017 noch eine Lok mit der Betriebsnummer 440 im Einsatz. Nach dem Ablauf ihrer letzten Frist war sie auf der letzten Ruhrzeche Prosper Haniel in Bottrop abgestellt. Anfang 2019 konnte sie vor der Verschrottung gerettet werden und wird museal erhalten. Sie ist die erste je gebaute DHG 500 C.
- Die 1965 an Rheinstahl ausgelieferte Lok mit der Fabriknummer 30858 befindet sich seit 1987 in der Schweiz. Sie trägt die Betriebsnummer Em 837 825.[2]
- Seit 1994 befindet sich die 1965 an die STEAG ausgelieferte Lok 31111 in der Schweiz. Sie gehörte seit 1997 zur Solothurn-Niederbipp-Bahn und später deren Nachfolger Aare Seeland mobil und erhielt dort die Betriebsnummer Em 837 826.[3]
- Eine weitere Maschine befindet sich im Bestand der Österreichischen Gesellschaft für Eisenbahngeschichte und leistet in deren Stützpunkt in Ampflwang ab und an Verschubarbeiten.